# Henry Evelyn Wood
Sir Henry Evelyn Wood (Cressing, 9 febbraio 1838 – Harlow, 2 dicembre 1919) è stato un militare britannico.
Dopo una prima carriera nella Royal Navy Wood aderì al British Army, prestando servizio con esso nei principali conflitti del XIX secolo, tra cui l'ammutinamento indiano del 1857 come tenente, occasione nella quale ottenne la prestigiosa Victoria Cross, la più alta onorificenza al valore di fronte al nemico concessa dal Regno Unito. Successivamente servì come comandante in molti altri conflitti, in particolare nella prima guerra boera e nella guerra mahdista. Il servizio in Egitto gli valse la nomina a Sirdar (Feldmaresciallo) del riorganizzato esercito egiziano. Tornato in Gran Bretagna prestò servizio nell'esercito come comandante dello stato maggiore sino alla nomina a Feldmaresciallo anche in patria.

## Biografia

### I primi anni

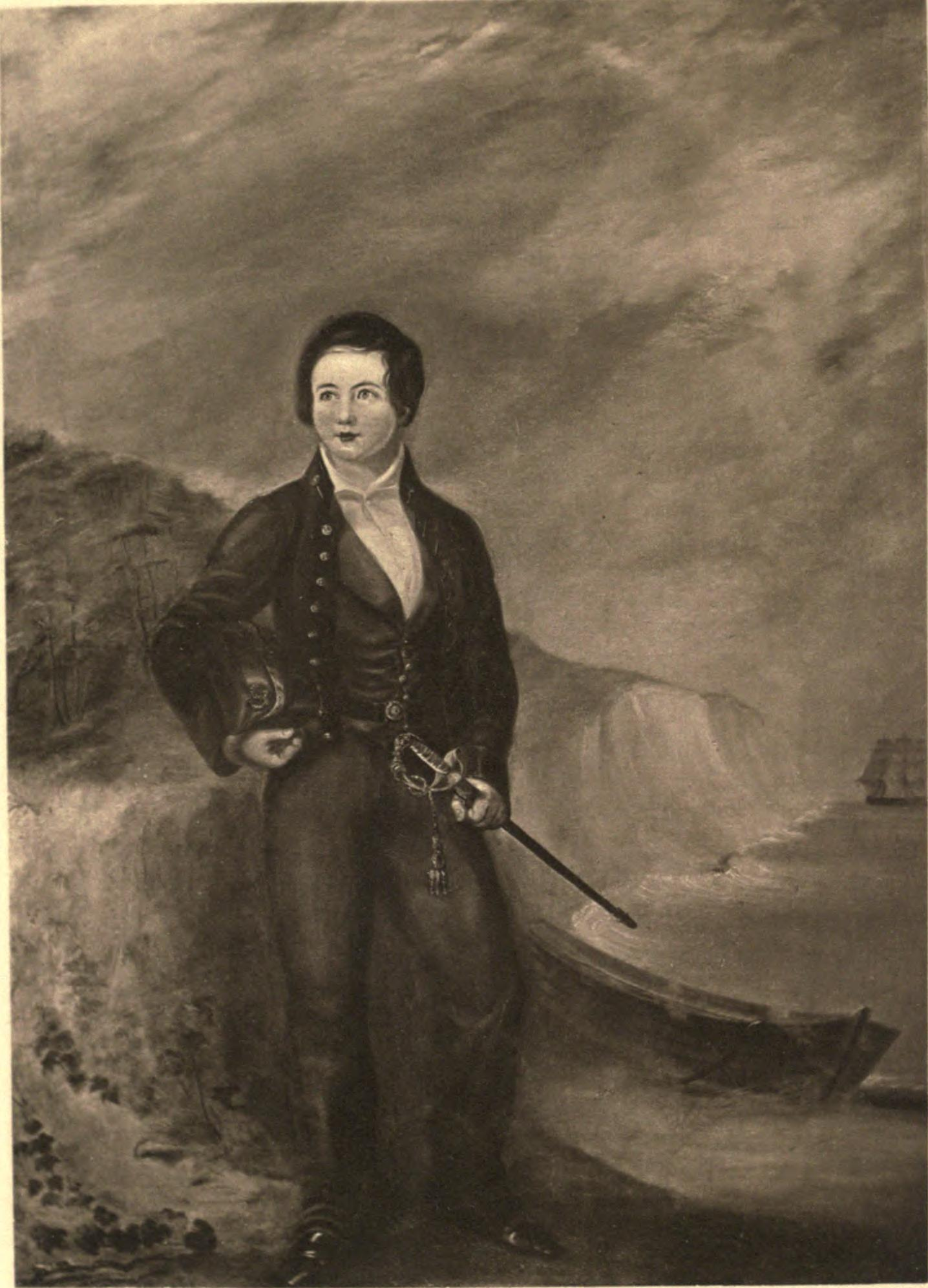
Wood nel 1852 mentre era inscritto nella Royal Navy (ritratto di lady Wood)

Wood nacque a Cressing presso Braintree, nell'Essex, quinto e ultimo figlio di sir John Page Wood, II baronetto, pastore protestante e aristocratico locale. Imparentato con Katherine Parnell (Kitty O'Shea), Sir Matthew Wood, I baronetto era suo nonno e il Lord cancelliere William Wood, I barone Hatherley suo zio. Suo nonno materno era stato ammiraglio nell'esercito portoghese all'epoca delle guerre napoleoniche. Uno dei fratelli di sua madre era ammiraglio britannico, mentre un altro venne nominato Sorvegliante Generale della Colonia del Capo.
Wood venne educato al Marlborough College ma se ne fuggì dopo un'ingiusta punizione inflittagli.

### L'inizio della carriera militare

#### In Crimea
Come il suo contemporaneo John French, Wood iniziò la carriera nella Royal Navy, prestando servizio sotto suo zio, il capitano Frederick Mitchell, sulla HMS Queen, ma le vertigini lo bloccarono sul nascere in questa carriera. Wood prestò servizio come midshipman (corrispondente al grado italiano di aspirante guardiamarina) nella guerra di Crimea durante l'assedio di Sebastopoli, nella brigata navale del capitano William Peel che constava di 1.400 uomini, il cui compito era quello di predisporre alla manovra alcuni cannoni per bombardare Sebastopoli. A sedici anni presenziò alla battaglia di Inkerman e venne gravemente ferito in un attacco al Redan, quasi perdendo il suo braccio sinistro che i dottori erano intenzionati ad amputargli. Wood venne menzionato nei dispacci per il suo coraggio e ricevette la sua prima proposta, senza successo, per la Victoria Cross.
Invalidato a casa con una lettera di raccomandazione per Lord Raglan, scritta cinque giorni prima della sua morte, Wood lasciò la Royal Navy per entrare nel British Army, divenendo cornetta nel 13th Light Dragoons con il braccio ancora fasciato; Con questo nuovo incarico poté contare su una paga di sole 250 sterline annue, rispetto a una necessità di almeno 400, e ben presto si trovò in debito. Suo zio pagò per la sua promozione a tenente (1º febbraio 1856) così che tali debiti con la nuova paga potessero essere sanati.
Tornò nel teatro di guerra di Crimea (gennaio 1856) ma nel giro di un mese si trovò all'ospedale di campo di Scutari malato di tifo e peggiorato dalla polmonite. Ai suoi genitori venne detto che Wood si trovava in punto di morte e per questo sua madre si affrettò a raggiungerlo il 20 marzo 1856 per scoprire che di lui si stava occupando direttamente una delle infermiere di Florence Nightingale. Era così emaciato che era possibile vedere le sue ossa affiorare dalla pelle. Contro le richieste dei medici, tornò in Inghilterra ove però si riprese inaspettatamente.

#### In India
Per qualche tempo Henry pensò di entrare nella Legione straniera francese, ma infine divenne tenente del 17th Lancers e con questo reggimento si portò in India. Raggiunse Bombay il 21 dicembre 1858. Mentre era fuori a caccia venne attaccato da una tigre che era stata precedentemente ferita da un suo compagno che gli spezzò il naso ma sul quale infine riuscì ad avere la meglio.
In India prese parte ad alcune azioni a Rajghur, Sindwaho, Kharee e Baroda durante i moti indiani del 1857. Il 19 ottobre 1858 nel corso di un'azione a Sindwaho mentre si trovava al comando di una truppa del 3rd Regiment of Bombay Light Cavalry, il ventenne tenente Wood attaccò un corpo di ribelli che riuscì a sbaragliare. A Sindhora, con l'aiuto di un daffadar e di un sowar, salvò un mercante locale da una banda di briganti che tenevano i loro prigionieri nella giungla, ove intendevano impiccarlo. Per questo Wood ottenne infine la Victoria Cross.
La citazione della concessione dell'onorificenza riporta:
Prese parte a un'azione a Kurai (25 ottobre 1859). Per una settimana si dedicò allo studio dell'hindustani a Poona, in un clima di superlavoro. Nel dicembre del 1859 entrò nel 2nd Central India Horse, la cui principale funzione era quella di sopprimere le scorribande dei banditi di zona. Con questo ruolo dovette fare il conto anche con gli insorgenti. Invalidato nuovamente, tornò in Gran Bretagna nel novembre 1860 malato di febbre, con problemi di insolazione e di udito.

### Nel Regno Unito
Il 16 aprile 1861 Wood venne promosso capitano, posizione che gli fruttò uno stipendio annuo di 1000 sterline al posto delle 1500 del suo predecessore.
Passati gli esami, entrò nello Staff College di Camberley, ma un altro ufficiale del 17th Lancers ebbe i voti più alti di lui e solo un ufficiale era ammesso per ogni reggimento all'anno. Wood venne pertanto trasferito al 73rd (Perthshire) Regiment of Foot nel quale ottenne il brevetto di maggiore (per i suoi servizi in India) il 19 agosto 1862.
Nell'autunno del 1865 il 73rd venne destinato a Hong Kong, ma a Wood non piaceva il nuovo posto di comando e pertanto si trasferì al 17th (Leicestershire) Regiment of Foot dopo il pagamento di cinquecento sterline. Dopo avere programmato le sue nozze nel 1867 lesse che il generale Napier era sul punto di guidare una spedizione in Abissinia; preparò quindi i suoi bagagli e si fece volontario, ma apprese che il generale guida non era William Napier che egli aveva conosciuto in India, ma il generale Robert Napier, che egli non conosceva e che non era concorde nel concedergli un incarico di staff.
Dopo un'esperienza come aiutante di campo a Dublino, dove il clima gli portò a un peggioramento dei suoi problemi uditivi e polmonari, Wood ottenne una posizione di staff nel 1871. Fu quindi Deputy Assistant Quartermaster-General, e quindi maggiore di brigata nel North Camp di Aldershot.
Nell'estate del 1871 pagò duemila sterline per entrare nel 90th Light Infantry, uno degli ultimi trasferimenti a pagamento prima dell'abolizione dell'acquisto delle commissioni. Occupandosi dei suoi figli malati di difteria (la moglie, incinta e malata, si era recata altrove per arie più salubri), gli venne prescritta della morfina per l'insonnia e quasi morì per un'overdose.
Wood venne promosso tenente colonnello il 19 giugno 1873.

### Le guerre imperialiste

#### La terza guerra ashanti
Nel 1874 egli prestò servizio nella terza guerra anglo-ashanti, comandando le truppe su un fianco alla Battaglia di Amoaful (21 gennaio 1874) ove venne ferito e nella Battaglia di Esaman. Aiutò il raggruppamento di un reggimento di truppe costiere africane, scrivendo dei Fanti sarebbe difficile trovare una razza più stupida e inutile della loro. Egli a ogni modo scoraggiò gli ufficiali inglesi dall'usare violenza sulle tribù locali. Ferito poco sopra il cuore, venne costretto ad assumere clorodina e laudano per riprendersi.
Wood venne presentato ad alcuni capi africani ai quali donò un bastone, un cappello e un ombrello come segni di pacificazione. Vent'anni più tardi, quando pure suo figlio primogenito si trovò fra gli ashanti, notò un uomo della tribù che portava un bastone che egli riportava essere appartenuto al capo della sua tribù. Con un'ispezione più accurata il giovane Wood lesse l'iscrizione: "Donato al capo Andoo dal colonnello Evelyn Wood, 1874".
Promosso colonnello il 1º aprile 1874, venne nominato Sovrintendente della Guarnigione di Aldershot, posizione che mantenne sino al 1878. Uomo dai costumi modesti per tutta la sua vita, Wood prese seriamente la sua professione, come molti che avevano servito sotto Garnet Wolseley nella guerra ashanti e fu membro del club riformatore denominato Wolseley ring, anche se i due non furono mai in ottimi rapporti.
Con una posizione sicura Wood si occupò di studiare legge e poté assistere ad alcuni processi per esperienza al tribunale di Middle Temple nel 1874.

#### La guerra anglo-zulu

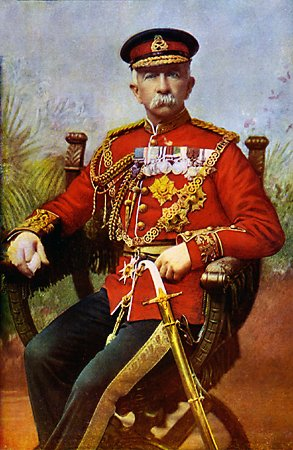
Una fotografia colorata della rubrica "Celebrities of the Army", Londra, 1900

Nel 1878 Wood combatté con il 90th Light Infantry sotto il tenente generale Frederic Thesiger (che divenne poi lord Chelmsford) a Natal. I due combatterono contro la tribù dei Gaika nell'ultima parte delle Guerre Kaffir (Battaglia di Tutu Bush, maggio 1878).
Nel gennaio del 1879 Wood prese parte alla Guerra anglo-zulu e ottenne il comando di tremila uomini della 4ª colonna (quella di sinistra) che attraversò la frontiera Zulu; poco dopo egli ricevette il rango di generale di brigata sul campo. La sconfitta delle altre forze britanniche nella Battaglia di Isandlwana lo forzò a ritirarsi verso le posizioni fortificate di Kambula. Sconfitto nella Battaglia di Hlobane il 28 marzo 1879, nel medesimo scontro perse anche il suo cavallo, si riprese poco dopo e batté decisamente gli Zuliu nella Battaglia di Kambula (29 marzo 1879) prendendo parte alla battaglia finale di Ulundi.
Alla fine della guerra Wood capeggiò i negoziati che ebbero luogo a Conference Hill. Secondo uno dei presenti, gli Zulu si presentarono "apatici" e le tensioni salirono quando Wood uscì dalla sua tenda e ordinò alla banda militare del suo reggimento di suonare God Save the Queen e poi qualcosa di orecchiabile per intrattenere gli ospiti. L'effetto di tale azione fu a dir poco magico: uno dopo l'altro, gli Zulu iniziarono a danzare, attirati in particolare dai tamburi militari. I negoziati ebbero successo.
Henry Evelyn Wood divenne pertanto Cavaliere Commendatore dell'Ordine del Bagno.
Nel frattempo scrisse alcuni articoli per giornali londinesi ottenendo in ricompensa la somma di cento sterline. I problemi di udito di Wood intanto peggioravano sempre più al punto che l'ufficiale che lo accompagnava riportò che egli non era in grado di sentire il cambio della guardia. Wood e sua moglie accompagnarono per sei mesi l'imperatrice francese Eugenia a vedere il luogo ove suo figlio, il principe imperial, era stato ucciso (a tal proposito Wood mostrò il suo dissenso per la mancata paga ricevuta malgrado l'incarico gli fosse stato ufficialmente richiesto dalla regina).
Wood raccomandò Redvers Buller alla Victoria Cross dopo la Guerra Zulu.

#### La prima guerra boera
Wood per breve tempo comandò la guarnigione di Chatham, nel Kent. Con lo scoppio della prima guerra boera, egli venne inviato nuovamente in Sudafrica nel gennaio del 1881 con il rango locale di maggiore generale, secondo in comando di Sir George Colley, Governatore e Comandante in Capo nel Natal, succedendo a quest'ultimo dopo la sua sconfitta e morte a Majuba Hill (27 February 1881). Wood era intenzionato a riprendere i combattimenti e a salvare le città sotto assedio, ma gli venne ordinato dal gabinetto di governo di siglare la pace. Wood scrisse alla moglie che il trattato lo avrebbe reso il miglior uomo sfruttato dell'Inghilterra del suo tempo. Wolseley (che riteneva il trattato "infame" e "ignominoso") e altri ufficiali che avrebbero preferito licenziarsi piuttosto che siglare la pace, viaggiarono a Pretoria ove lo stesso Wood venne ferito sulla via. Gli venne offerto il governatorato del Natal, ma rifiutò l'offerta.
Dopo che i negoziati di pace furono un imbarazzante fallimento per la Gran Bretagna, questi portarono il favore reale e della politica da parte di Wood. La regina Vittoria si fidava molto di Wood (e di Buller). Wood aveva già impressionato Lord Beaconsfield (poi primo ministro), che lo aveva incontrato su suggerimento della sovrana per discutere dei successi ottenuti nella Guerra Zulu, e ora impressionava William Gladstone, il primo ministro in carica. Promosso maggior generale a tutti gli effetti (12 agosto 1881), rimase nel Natal sino al febbraio del 1882 e ottenne la croce dell'Ordine di San Michele e San Giorgio per poi riportarlo al comando a Chatham.

#### In Egitto e in Sudan

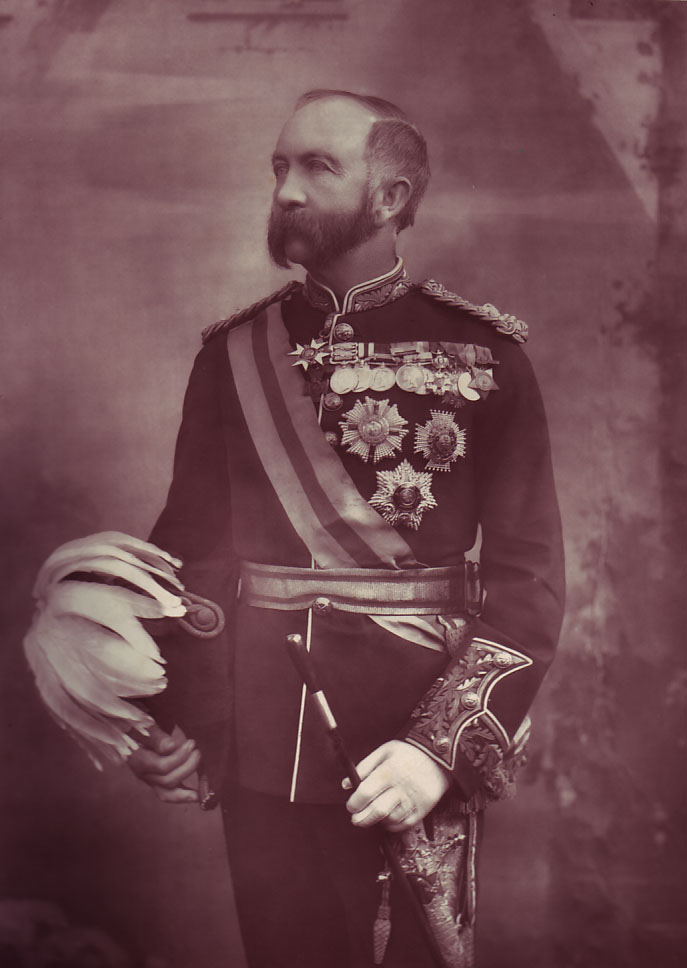
Henry Evelyn Wood durante gli anni della campagna egiziana

Wood ottenne quindi il comando di una brigata nella spedizione in Egitto per sopprimere la Rivolta di Urabi. A ogni modo la sua brigata rimase asserragliata ad Alessandria, e pertanto egli non prese parte alla Battaglia di Tel el-Kebir.
Dopo una breve visita in Inghilterra nel novembre del 1882 egli tornò come Sirdar (comandante) dell'esercito egiziano nel dicembre del 1882 rimanendovi sino al 1885, periodo durante il quale egli contribuì alla riorganizzazione dell'pesercito locale, assieme a Francis Grenfell e a Horatio Herbert Kitchener sotto il suo comando. Durante l'epidemia di colera del 1883, gli ufficiali britannici si guadagnarono il rispetto dei soldati egiziani occupandosi di loro. Wood concesse sabati e venerdì (giorno sacro per i musulmani) agli egiziani che prendevano seriamente la questione religiosa anche nel loro lavoro.
Nella spedizione del Nilo Wood venne incaricato di mantenere attive le linee di comunicazione. Egli comandò gli inglesi nella battaglia di Gennis. Fu l'unico ufficiale a ottenere un comando di rilievo malgrado il parere contrario del generale Wolseley. Wood ottenne per breve tempo l'incarico di Redvers Buller come Capo dello Staff dal momento che Buller venne chiamato a incaricarsi di una colonna con il compito di attraversare il deserto dopo che Stewart era stato colpito mortalmente a Abu Klea. Nel suo lavoro Wood divenne impopolare per l'impiego di infermiere donne (contro la presenza tradizionale di dottori maschi nell'esercito) e questionò con l'amico Buller quando Wood raccomandò maggior precauzione nell'avanzata.
A questo punto Wood era divenuto a tal punto sordo che Wolseley disse di lui che l'unico modo per comunicare con lui era urlare. Wolseley scrisse di Wood che era peggiorato più di quanto mi aspettassi e nel suo diario lo descrisse come "il più vano più che il più abile soldato. Potrebbe essere un diplomatico eccezionale... ma non ha il senso del giudizio... intrighi con corrispondenti di giornali... non ha né il cervello né la disposizione né la freddezza di proporsi al comando di una qualsiasi guerra... è un vero generale di second'ordine..." in una lettera alla moglie.
Nuovamente convalescente, Wood passò l'incarico di sirdar a Francis Grenfell. Con suo sommo dispiacere, non ricevette onori dalla conduzione della spedizione del Nilo.

### I comandi in madrepatria

#### Aldershot
Nel 1886 Wood fece ritorno in Gran Bretagna per ottenere l'Eastern Command a Colchester. Poi, dal 1º gennaio 1889 all'8 ottobre 1893 fu General Officer Commanding dell'Aldershot Command, uno dei più importanti incarichi militari in madrepatria. Promosso tenente generale (1º aprile 1890), nel 1891 ottenne la Gran Croce dell'Ordine del Bagno.
Ad Aldershot si occupò sia del benessere delle truppe che di quello degli animali, riprogettando e ricostruendo le caserme e l'addestramento per le truppe. Ad Aldershot si occupò del cibo somministrato ai soldati malati preferendo che fosse preparato negli ospedali piuttosto che nei medesimi luoghi assieme al cibo degli altri uomini. Egli sperimentò l'allenamento dei soldati utilizzando per la prima volta delle biciclette, delle marce notturne (malgrado l'opposizione di personaggi di rilievo nell'esercito, in particolare del duca di Cambridge) e negoziò con le compagnie ferroviarie per ottenere biglietti del treno a prezzi più modici per i soldati. Egli predispose anche dei percorsi di allenamento per la milizia e le forze volontarie sotto il suo comando. Diede personalmente dei contributi per la costruzione di una cappella di religione battista e si assicurò lo svolgimento di regolari celebrazioni di fede battista tra l'esercito. Con l'aiuto di alcuni ufficiali di religione cattolica, predispose un servizio ecumenico nei reggimenti irlandesi di modo che esso fosse accettabile sia dai soldati di fede cattolica che da quelli di fede anglicana.
Mentre Wood si trovava ad Aldershot, suoi aiutanti di campo furono il capitano Edward Roderic 'Roddy' Owen (Lancashire Fusiliers), famoso giocatore di jockey, e il maggiore Hew Dalrymple Fanshawe, 19th Hussars. Fanshawe (che comandò il V Corps durante la Prima guerra mondiale), divenne genero di Wood avendone sposato la figlia primogenita Anna Pauline Mary il 25 luglio 1894.

#### Amministrazione dell'esercito

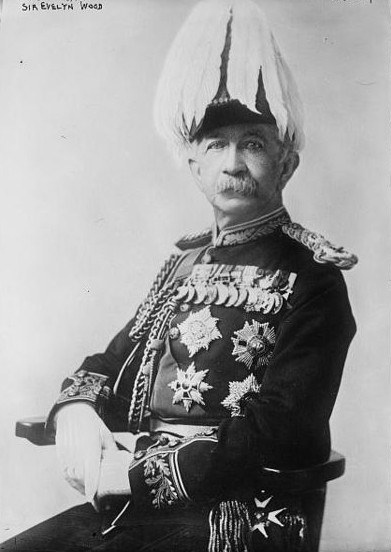
Il feldmaresciallo Wood in una foto d'inizio Novecento

Wood ricoprì poi degli incarichi nel War Office come Quartermaster-General to the Forces dal 1893 al 1897. Promosso generale il 26 marzo 1895, fu Adjutant-General to the Forces dal 1897 al 1901.
Wood scrisse diversi libri durante questo periodo, pubblicando nel 1895 un volume sulla Guerra di Crimea e nel 1896 uno sul ruolo della cavalleria nella Battaglia di Waterloo e nel 1897 diede alle stampe Achievements of Cavalry.
Fu patrono del capitano Douglas Haig, che aveva attirato la sua attenzione facendo da reporter sulle manovre della cavalleria francese alla fine dell'Ottocento, anche se i due non si incontreranno sino al 1895, quando Haig si trovava sotto il comando del colonnello John French. Haig scrisse che Wood era un "compagno d'armi di capitale importanza nella sua carriera". Questi si occupò di predisporre Haig nel 1898 nella guerra in Sudan.
Wood, che ebbe l'esperienza di comandare sia la fanteria che la cavalleria, supportò il concetto della fanteria a cavallo e propose che ciascun battaglione avesse una compagnia di questo genere anche se l'idea entrò effettivamente in vigore solo con l'età edoardiana.
Rimase colpito quando Roberts venne nominato comandante in capo nella seconda guerra boera al suo posto. I suoi tre figli prestarono servizio nella guerra e durante questa campagna egli rimase al War Office.

#### Il Southern command
Wood comandò il II Army Corps e il Southern Command dal 1901 al 1904. L'8 aprile 1903 sir Henry Evelyn Wood venne promosso feldmaresciallo. In quello stesso anno ottenne la cittadinanza onoraria di Chelmsford.
Si ritirò dal servizio attivo nel dicembre del 1904.

### Gli ultimi anni

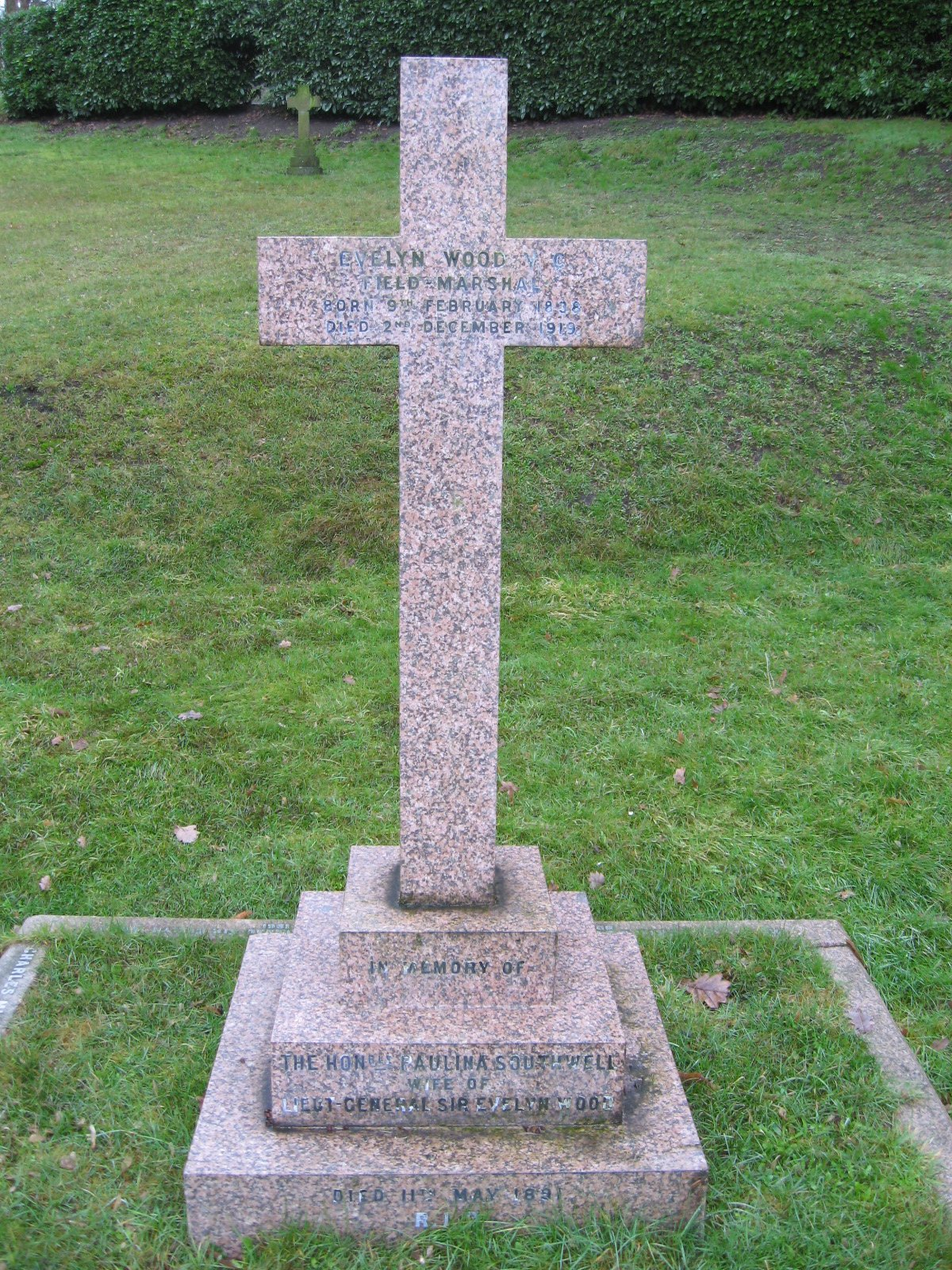
La tomba del feldmaresciallo Wood nell'Aldershot Military Cemetery.

Dopo essersi ritiraro dal servizio attivo, sir Wood prese residenza a Upminster Hall presso Upminster (Essex), e divenne consigliere dell'Associazione per la Città di Londra. L'11 marzo 1911 venne nominato Conestabile della Torre di Londra. Nel 1913 Wood venne nominato Cavaliere di Gran Croce dell'Ordine del Bagno.
Divenne colonnello delle Royal Horse Guards nel novembre del 1907. Fu governatore della Gresham's School dal 1899 al 1919.
Divenne poi Colonnello onorario del 14th Middesex (Inns of Court) Rifle Volunteer Corps nel novembre del 1899 e supportato dalla sua incorporazione come ufficiale nelle nuove Territorial Force nel 1908.
L'autobiografia di Wood venne pubblicata da lui stesso nel 1906. Durante gli anni di riposo egli scrisse Our Fighting Services (1916) e Winnowed Memories (1917) che uno storico descrisse come un'opera riempita di lettere adulatorie che ha ricevuto, estratti di discorsi che ha tenuto e aneddoti ove emerge la sua intelligenza e la sua capacità.
Wood morì nel 1919 e venne sepolto con tutti gli onori militari nel Military Cemetery di Aldershot nell'Hampshire. La sua Victoria Cross è oggi esposta al National Army Museum di Chelsea, Londra.

## Matrimonio e figli
Nel 1867 Wood sposò Mary Paulina Anne Southwell, sorella di Thomas Southwell, IV visconte Southwell, suo amico dai tempi della guerra in India. Southwell si oppose al matrimonio dal momento che la famiglia Southwell era di fede cattolica, mentre Wood si rifiutava di abbandonare la fede anglicana. Having incontrò Paulina per quattro giorni, le propose via lettera di sposarla nel 1867 dichiarandole però che egli fosse intenzionato a proseguire nella sua carriera militare. La coppia alla fine si sposò sia con rito cattolico che con rito anglicano e la coppia ebbe tre figli e tre figlie ma Mary Paulina Southwell morì l'11 maggio 1891, mentre Wood si trovava in comando ad Aldershot. Dopo la morte della moglie Wood apparve molto provato dalla faccenda e ricevette 46 lettere di condoglianze dagli ufficiali e dai soldati che prestavano servizio sotto di lui. Wood fu sempre molto attaccato alla memoria della moglie al punto che durante la seconda guerra boera venne ferito al petto mentre, disarcionato da cavallo, cascò su un crocifisso, portato sotto la sua uniforme, che era appartenuto a sua moglie.

## La passione per la caccia
Wood era un grande appassionato di caccia e sui sessanta giorni di ferie annue di cui disponeva quarantasei li passava a caccia, sino all'anno della sua morte. Egli era convinto che la caccia fosse uno dei migliori allenamenti per un ufficiale, incoraggiando anche il suo personale rapporto con i cavalli, sviluppando occhio per il territorio e la capacità di prendere decisioni rapidamente in caso di pericolo come in guerra.